# Europese kampioenschappen kleiduifschieten 1930
De Europese kampioenschappen kleiduifschieten 1930 waren kampioenschappen voor schutters in het kleiduifschieten. De tweede editie van de Europese kampioenschappen vond plaats in het Italiaanse Rome.

## Resultaten
| Medaille | Schutter       |
| -------- | -------------- |
| Goud     | Léon Deloy     |
| Zilver   | Antonio Rallis |
| Brons    | Andras Montagh |

1929 ·
1930 ·
1931 ·
1933 ·
1934 ·
1935 ·
1936 ·
1937 ·
1938 ·
1939 ·
1940 ·
1949 ·
1950 ·
1952 ·
1953 ·
1954